# Црква Вазнесења Господњег у Жабарима
Црква Вазнесења Господњег у Жабарима (Браничевски округ) је подигнута 1874. године у близини пута Пожаревац - Свилајнац. Црква представља непокретно културно добро као споменик културе.

## Архитектура
Храм у Жабарима је посвећен Светом Вазнесењу, саграђена је у класицистичком духу и у основи је једнобродна грађевина са олтарском апсидом која се надовезује на источни травеј, бочним певничким конхама и звоником на западу. Просторно је подељена на олтар, наос и припрату са галеријом, изнад које је изведен звоник. Скромну декорацију фасада карактерише извођење архитектонских елемента у виду кровног и подеоног венца и високих, лучно завршених монофора. Док су бочне фасаде мирне и сведене, западна фасада је у обради нешто богатија и нарочито истакнута витким звоником у завршници.

### Иконостас
Изузетно вредну сликарску целину чини иконостасна преграда изведена у класицистичком духу уз примену барокно-рокајне позлаћене декорације. Иконе на њој осликао је Димитрије Посниковић током осме деценије 19. века. Посниковићу или мајстору из његове радионице приписује се и композиција Богородица у слави на своду олтарског простора. Преостали живопис који се данас налази у цркви је новијег датума. Рад је академског сликара Душана Мојсиловића-Сида из 1988. године и изведен је преко веома оштећених композиција Тодора Фарафанова из 1938. године.
Црква поседује и неколико покретних икона као и један број богослужбених предмета и књига из 19. века.
У порти се налази споменик подигнут у знак сећања на пале ратнике овог краја у ратовима за ослобођење Србије 1912-1918. године.